# Thelephoraceae
Telephoraceae es una familia de hongos del orden Thelephorales. Esta agrupación de hongos se conoce comúnmente como hongos "abanicos de tierra coriáceos".

## Géneros
Esta familia incluye los siguientes diez géneros:
- Amaurodon
- Hypochnus
- Lenzitopsis
- Polyozellus
- Pseudotomentella
- Skepperia
- Thelephora
- Tomentella